# Felice della Greca

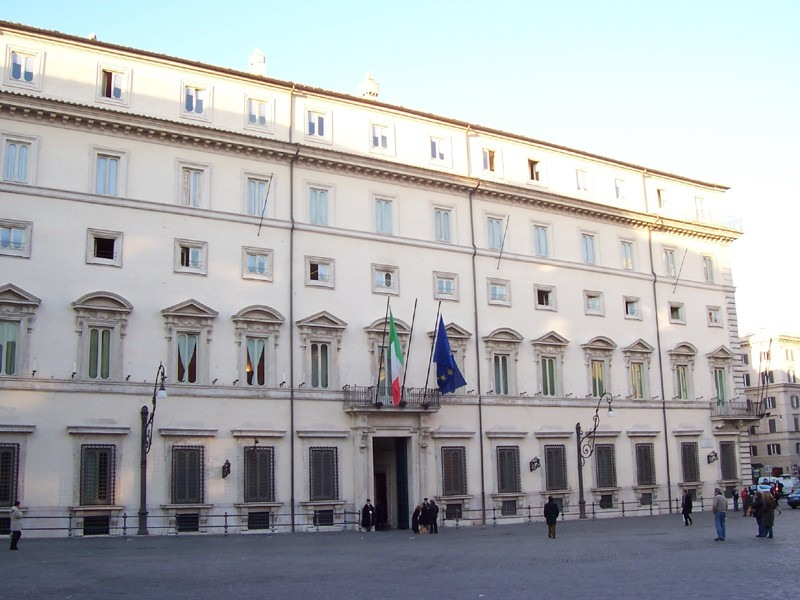
Palazzo Chigi, fasaden mot Piazza Colonna.

Felice della Greca, född 1625 i Rom, död där den 18 augusti 1677, var en italiensk arkitekt under barockepoken. 
Han var son till arkitekten Vincenzo della Greca.
della Greca ritade bland annat kyrkorna Sant'Angelo Custode och Santa Rita da Cascia in Campitelli (attribuering) samt var involverad vid uppförandet av Palazzo Albobrandini-Chigi och Palazzo Chigi-Odescalchi.

### Webbkällor
- Pedroli Bertoni, Maria (12 mars 1989). ”DELLA GRECA, Felice”. Dizionario Biografico degli Italiani – Volume 37. http://www.treccani.it/enciclopedia/felice-della-greca_%28Dizionario_Biografico%29/. Läst 9 december 2015.